# Silvanus

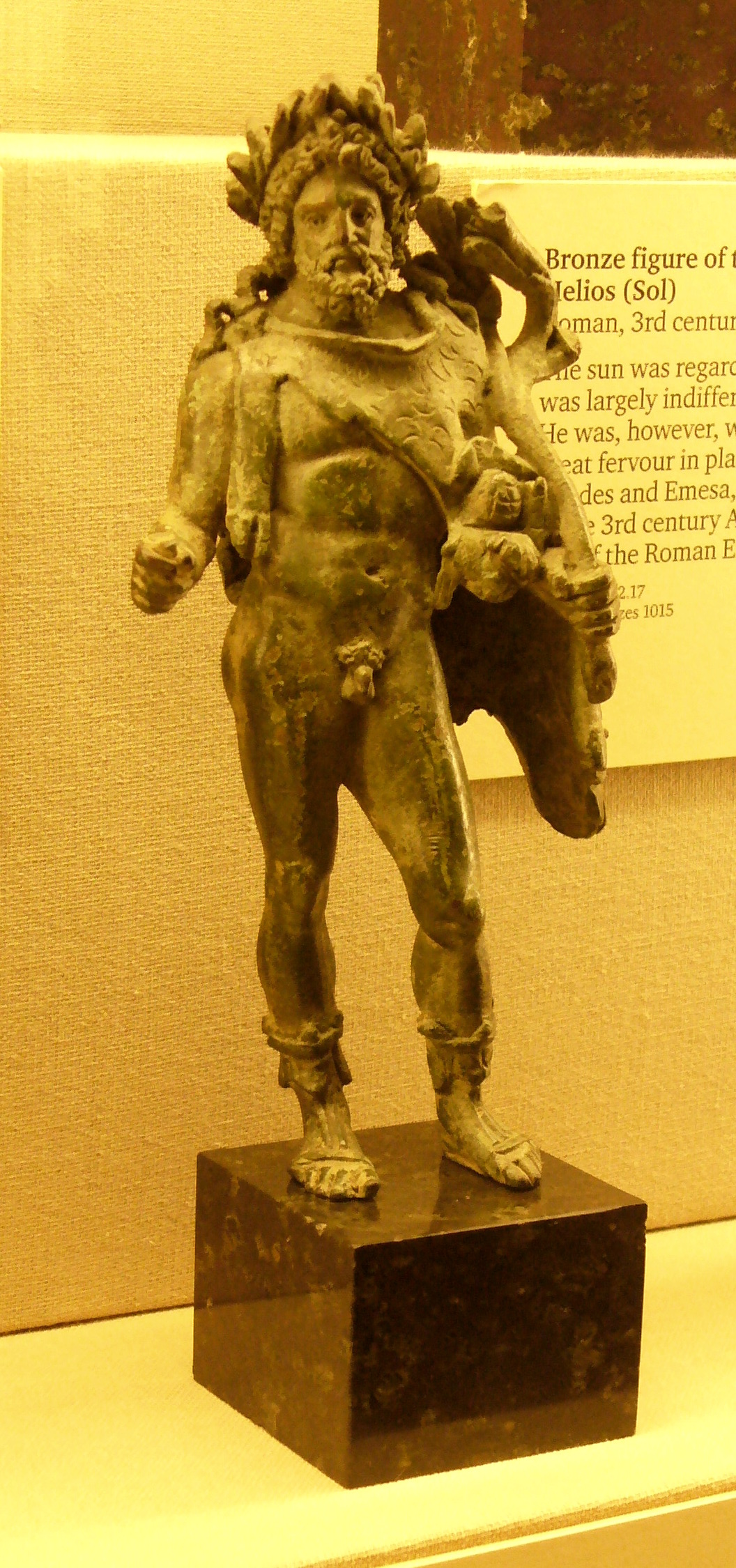
Posąg Silvanusa, pochodzący z Nocera Inferiore

Silvanus (Sylwan, łac. Silvanus) – w mitologii rzymskiej pierwotnie bóg lasów i dzikiej przyrody, utożsamiany z Marsem. W późniejszym okresie uznawany za boga pól, trzód, sadów, zagajników, rolnictwa oraz opiekuna domu i majątku.
Miał być synem pasterza i kozy bądź kobiety z Tusculum imieniem Valeria i jej własnego ojca. Był bogiem dokuczliwym, straszącym wędrowców przemierzających lasy, zaś Rzymianie straszyli nim dzieci.
Nie posiadał oficjalnie ustanowionego kultu, był jednak bóstwem niezwykle popularnym wśród wieśniaków, plebejuszy i niewolników. W ofierze składano mu owoce i potomstwo zwierząt domowych, jednak czynności ofiarne mogli wykonywać tylko mężczyźni.
Silvanus utożsamiany był z Faunusem lub greckim Panem. Mitraiści natomiast identyfikowali go z ubóstwioną duszą byka, zabitego przez Mitrę.
Przedstawiany był jako silny starzec w wieńcu z bluszczu, odziany w wieśniaczy strój, z sierpem w ręku i z psem. Wyobrażany był także pod postacią kamienia lub drzewa.